# François de Scépeaux, comte de Durtal

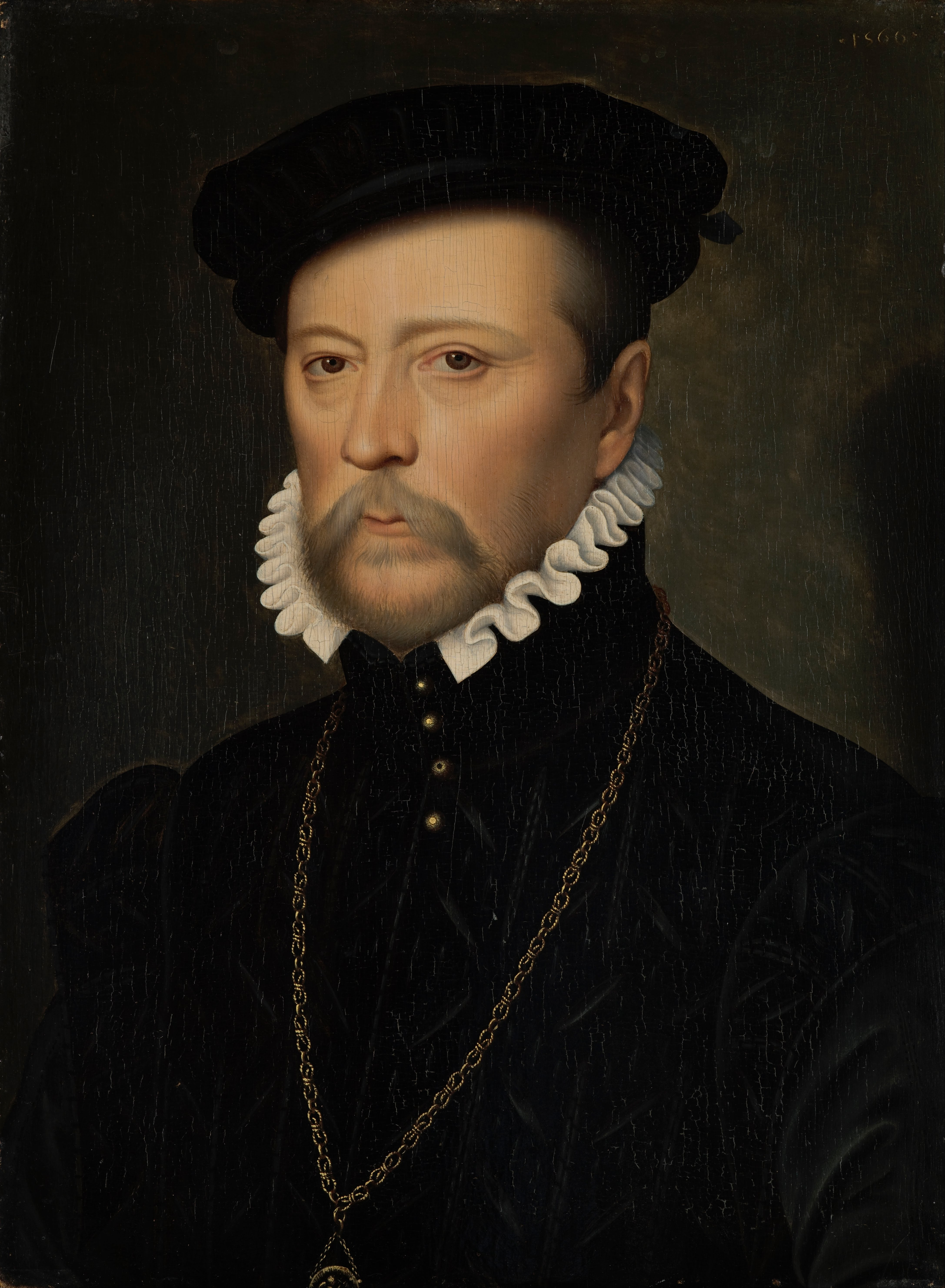
François de Scépeaux, comte de Durtal, Porträt von Francois Clouet

François de Scépeaux, comte de Durtal, seigneur de Vieilleville, (* 1510; † 1571 in Durtal bei Angers) war ein französischer Staatsmann und Diplomat, seit 1562 Marschall von Frankreich.
Scépeaux erlernte früh das Kriegshandwerk und diente unter Odet de Foix, seigneur de Lautrec, in Italien. Später wurde er in die Provence gerufen und wurde Kammerherr des Herzogs von Orléans, dem zukünftigen Heinrich II., der ihn nach seiner Thronbesteigung auf eine diplomatische Mission zu König Edward VI. nach England schickte. 1549 kehrte Scépeaux zur Armee zurück, nahm an verschiedenen Feldzügen teil und machte eine beispiellose politische und militärische Karriere. Nach einer erneuten Mission nach England, auf der er den Marschall de Saint-André begleitete, wurde er mit einer Mission beim Reich beauftragt und nach seiner Rückkehr 1551 zum Staatsrat ernannt. Als Maréchal de camp nahm er an der Belagerung von Metz und Toul teil (1552), und Heinrich übertrug ihm die Verwaltung der Trois-Évêchés.
Schließlich wurde er, nachdem er als Unterhändler bei den Verhandlungen zum Frieden von Cateau-Cambrésis (Februar 1559) mitgewirkt hatte, 1562 als Maréchal de Vieilleville zum Marschall von Frankreich ernannt.
Nach einer weiteren Mission beim Reich (1562), sandte ihn Katharina von Medici nach Lyon, um dort das Edikt von Amboise durchzusetzen. Er entwaffnete die Stadt, die ein ganzes Jahr lang durch den Baron des Adrets besetzt und einer protestantischen Verwaltung unterworfen worden war, und stellte die katholische Religion wieder her (Juni 1563).
Trotz seines Alters nahm er in den folgenden Jahren an drei Schlachten der Religionskriege teil: 1563 in der Normandie gegen die Protestanten, 1567 in Poitou und 1569 kommandierte er die Armee des Königs bei der Belagerung von Saint-Jean-d’Angély. Nach dem Frieden von Saint-Germain (1570) wurde er mit der Umsetzung des Edikts in mehreren königlichen Provinzen beauftragt.
Er starb im folgenden Jahr, nachdem er eine letzte Mission zu den Schweizern geführt hatte.